# Glappa de Bernícia
Glappa de Bernícia fou, potser, un dels fills d'Ida. Governà del 559 al 560. No se sap res de la seva vida ni el seu regnat. No consta en la llista de fills d'Ida, però si que apareix en les llistes genealògiques com a successor seu i també es creu que podria ser el seu germà.